# Repülő bocsok
A Repülő bocsok (eredeti cím: The Little Flying Bears) jugoszláv-kanadai televíziós rajzfilmsorozat. A sorozat 1990 és 1991-ben került műsorra, Magyarországon a MTV2 sugározta és a Minimax vetítette.

## Ismertető
A történet szárnyas mackókról szól, akik egy bűvös erdőben élnek. Az a fő feladatuk, hogy megvédjék az erdőt a szennyezésektől és az emberek környezetkárosító tevékenységeitől. Munkájukat két menyét, Soma és Samu igyekeznek akadályozni, akik arra törekednek, hogy minél jobban bemocskolják az erdőjüket. Időnként a két menyét Sziszitől a kígyótól is kér segítséget, de a tervük a medvéknek köszönhetően mindig füstbe megy. A medvék mindig figyelmesek és megfogadják Plato, az öreg medve tanácsait. Plato már öreg a repüléshez, s van egy hű barátja, Uhu, aki egy bagoly.

## Szereplők

### Főhősök
- Plato – Öreg, bölcs repülő medve, aki a repülő bocsokat segíti, a medvék nagyapja. Ő már nem tud repülni, a fiatal medvék pedig tisztelik a bölcsességéért, és mindig követik a tanácsait.
- Valkó (Walt) – Fiatal, kék színű, repülő kis fiúmedvebocs, Tina barátja, Jason és Josh testvére, Tinával közösen a legfontosabb szereplő
- Tina – Fiatal, narancssárga színű, repülő kis lánymedvebocs, Walt barátnője, Lola és Jázmin nővére Valkóval közösen a legfontosabb szereplő
- Jocó (Josh) – Fiatal, barna színű repülő kis fiúmedvebocs, Jázmin barátja és Janó testvére
- Jázmin (Jasmine) – Fiatal, rózsaszínű, repülő kis lánymedvebocs, Jocó barátnője és ikertestvére Lola
- Lola (Lotus) – Fiatal, rózsaszínű, repülő kis lánymedvebocs, Jázmin ikertestvére, Janó barátnője
- Janó (Jason) – Fiatal, piros színű, repülő kis fiúmedvebocs, Jocó testvére, Lótuszvirág barátja
- Uhu (Ozzy) – Türelmetlen, ideges, barna színű bagoly, aki a medvék barátja
- Markus – Fiatal, piros színű fiúbéka, aki a medvék barátja
- Jumpy – Fiatal, kíváncsiskodó, szellemes, kék színű lánynyúl, aki a medvék barátja
- Fluffy – Fiatal, narancssárga színű lánymókus, aki a medvék barátja

### Ellenfelek
- Soma (Skulk) – kék mellényes menyét, aki a medvék legnagyobb ellensége, és sok kárt tesz az erdőben
- Samu (Sammy) – kevésbé okos, zöld mellényes menyét, szintén a medvék ellensége, Soma segédje. Soma többször rajta tölti ki a haragját. Egy bukósisakot hord a fején, ami gyakran a szemére van húzva, így nem látni az arcát.
- Sziszi (Slink) – agyafúrt kígyó, aki az egyetlen kígyó az erdőben, gyakran segíti Somát és Samut
- Grizelda – nagy gonosz pók, aki a rettenetes erdőben él, nagy védője a szirupfáknak
- Spike – patkány, aki két alárendelttel egyetemben a városból származik

## Magyar hangok
- Szabó Ottó – Plato
- Lippai László – Valkó
- Andresz Kati – Tina
- Holl Nándor – Jocó
- Bíró Anikó – Jázmin
- Braun Rita – Lola
- Kassai Károly – Janó
- Horkai János – Uhu
- Pusztaszeri Kornél – Soma
- Fekete Zoltán – Samu
- Boros Zoltán – Sziszi
- Halász Aranka – Frandisema
- Csere Ágnes – Ariana
- Czigány Judit – Grizelda
- Galambos Péter – Ada
- Kerekes József – Spike
- Várkonyi András – Gusta
- Bor Zoltán – David
- Somlai Edina – Lenka
- ? – Bertik
- ? – Bret
- ? – Rosina

További magyar hangok: Botár Endre, Dimulász Miklós, Fabó Györgyi, Halász Aranka, Harsányi Attila, Juhász Tóth Frigyes, Kassai Ilona (Narrátor az első részben), Koroknay Géza (Jegesmedve), Magda Gabi, Mics Ildikó, Orosz István, Pataky Imre, Riha Zsófi, Rosta Sándor, Szebeni Tamás, Szokol Péter, Varga T. József

## Epizódok
1. Szüreti kalamajka (Keep Out)
2. A vörös kígyók támadása (Attack of the Scarlet Serpents)
3. Szörp ünnep (The Juice Festival)
4. Fekete felhő (Black Cloud)
5. A megbokrosodott teherautó (Runaway Truck)
6. Éljenek a tojásoknak (Hurray! for Eggs)
7. Az emlékezetes születésnap (A Birthday to Remember)
8. Csapdák (The Traps)
9. Tiltott virágok (The Forbidden Flower)
10. A fehér eső (The White Rain)
11. A Bocsok karácsonya (The Bears Christmas)
12. Örök vesztesek (Sore Losers)
13. A Jegesmedve (The White Bear)
14. Az ifjúság forrása (The Fountain of Youth)
15. A hegy szörnye (The Monster in the Mountain)
16. A nagy aszály (The Great Drought)
17. Favágók (The Lumber Barons)
18. Az erdei tündér (The Wood Fairy)
19. Jelmezbál (The Costume Ball)
20. A bújócska (Hide and Seek)
21. Csípés csípés hátán (The Big Sting)
22. A félős hős (The Reluctant Hero)
23. A vírus (The Virus)
24. Dr. Soma (Dr. Skulk)
25. Egy ajándék az űrből (A Gift From Space)
26. Ének az esőért (Sing for the Rain)
27. Első találkozás az emberekkel (The First Encounter)
28. A patkányok (The Rats)
29. Vészhelyzet a folyón (The River Rescue)
30. A vihar (The Storm)
31. A patkányok bosszúja (The Rats Revenge)
32. Az idegen (The Outsider)
33. Napenergia (Capture the Sun)
34. Alkalom szüli a doktort (Prescription For Pandemonium)
35. A megtért hód (Sabotage)
36. A látogató (The Visitor)
37. Támadás (Invasion)
38. Energia nem vész el (Power to Spare)
39. A gyújtogató (Fire Bug)